# Цветков, Борис Иванович
Борис Иванович Цветков (род. 1938) — советский хоккеист, вратарь.
В чемпионате СССР играл за ленинградские команды «Авангард» (1956/57 — 1957/58), СКВО — СКА (1958/59 — 1961/62), «Спартак» (1962/63). Выступал за «Металлург» Череповец в первенстве РСФСР (1963/64 — 1964/65). Играл за ленинградское «Динамо» на 9-м турнире на приз газеты «Советский спорт» (1966).